# Graphania bisifascia
Graphania bisifascia är en fjärilsart som beskrevs av George Francis Hampson 1913. Graphania bisifascia ingår i släktet Graphania och familjen nattflyn. Inga underarter finns listade i Catalogue of Life.